# Carlo Tenca
Carlo Tenca (Milano, 19 ottobre 1816 – Milano, 4 settembre 1883) è stato un letterato, giornalista e politico italiano.
Nel suo impegno di patriota fu per qualche anno il principale animatore del salotto della contessa Clara Maffei, alla quale era sentimentalmente legato.

## Biografia
Nato da famiglia di modestissime condizioni economiche, Tenca perse il padre in tenera età. Grazie ai sacrifici materni, poté frequentare il Seminario che presto abbandonò, preferendo mantenersi agli studi dando lezioni private. In questo periodo ebbe come amici i conti Alessandro e Carlo Porro, la cui influenza fu determinante per il suo futuro impegno politico. Casa Porro era all'epoca uno dei principali centri animatori di attività patriottiche: lì, per esempio, nacque e si sviluppò il progetto della «Rivista Europea» e, soprattutto, si organizzò e sostenne il moto rivoluzionario che portò alle Cinque giornate di Milano.
Al centro della sua vita furono soprattutto l'attività giornalistica, iniziata nel 1838, e l'impegno politico, divenuto primario soprattutto a partire dal 1848. Collaborò a numerosi periodici, tra cui la «Fama», il «Cosmorama pittorico» e il «Corriere delle Dame». Fu poi direttore della «Rivista Europea» e successivamente, nel 1851, fondò e diresse «Il Crepuscolo».

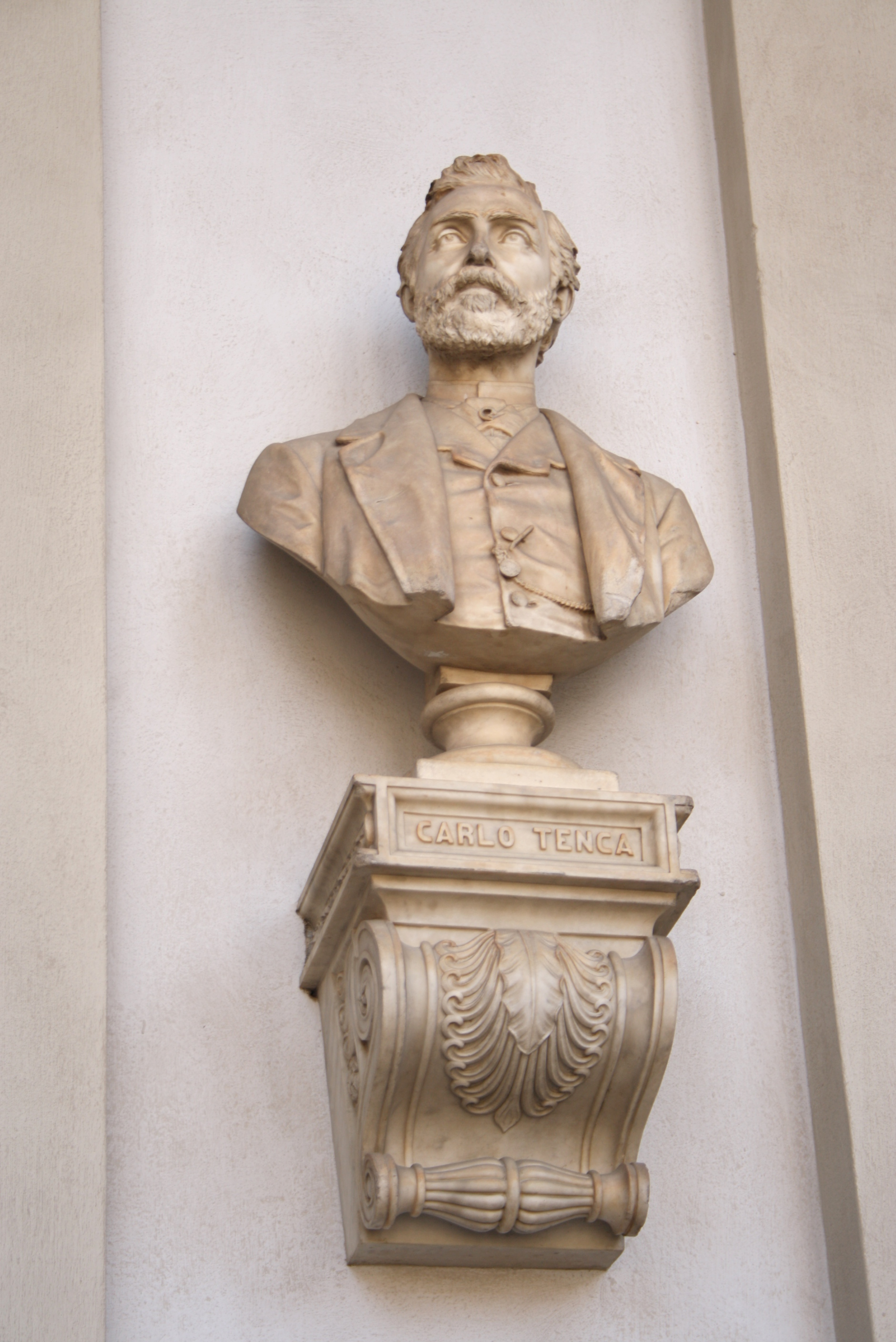
Busto di Carlo Tenca a Brera.

La «Rivista Europea» che era stata fondata nel 1838 per iniziativa di Giacinto Battaglia, passò nel 1845 sotto la guida di Tenca, grazie al quale la rivista 
(Gianni Scalia, Prefazione a Carlo Tenca, Giornalismo e letteratura nell'Ottocento, Bologna, Cappelli, 1959, pp. 12-13)
All'inizio del 1844 Tenca iniziò a frequentare il salotto della contessa Clara Maffei, alla quale restò sentimentalmente legato per tutta la vita. I due scoprirono sin dall'inizio di essere legati da una profonda affinità di sentimenti. Lui, che aveva già avuto numerose relazioni amorose, si sentiva profondamente attratto dall'aria malinconica della nobildonna, rivelatrice, oltre che dell'indole naturale di Clara, anche di un matrimonio infelice (quello con il nobile Andrea Maffei).
Nella stessa estate Tenca fu invitato a trascorrere un periodo nella villa di Clusone, da lungo tempo appartenente ai Carrara Spinelli - ramo paterno della famiglia di Clara - e luogo di ristoro annuale per l'animatrice del celebre salotto. L'invito sorprende, soprattutto se si considera come i due si conoscessero da pochi mesi e come nella villa convenissero solo gli amici intimi. Una lunga lettera dell'ottobre, in risposta agli affettuosi auguri di compleanno rivoltigli dalla «contessina», rivela nel Nostro una dirompente passione, che negli anni successivi verrà in qualche modo frenata durante il periodo milanese, per poi trovare più libero sfogo nelle villeggiature di Clusone.
Dal 1848 pose l'attività giornalistica al servizio della lotta politica e si impegnò in un primo tempo all'interno del movimento mazziniano. Partecipò in prima persona alle Cinque giornate di Milano e, dopo la resa della città agli austriaci, fu costretto a fuggire prima in Svizzera e poi a Firenze.
Dopo il fallimento dei moti del '48, si avvicinò in modo aperto agli ideali liberali moderati e alle strategie di Cavour e su questa linea spinse gli intellettuali del salotto Maffei del quale, dopo il rientro a Milano, si trovò ad assumere il ruolo guida.

La successiva fondazione del settimanale «Il Crepuscolo», che si avvalse della collaborazione autorevolissima di Carlo Cattaneo, rappresentò una'lteriore evoluzione nell'impegno di Carlo Tenca che, attraverso il nuovo periodico, cercò di realizzare in modo concreto 
(Gianni Scalia, Prefazione a Carlo Tenca, Giornalismo e letteratura nell'Ottocento, Bologna, Cappelli, 1959, pp. 20-21)
Quando Francesco Giuseppe venne in visita alla città, il 15 gennaio 1857, le autorità austriache imposero a Tenca di riservare uno spazio all'evento nella rubrica politica del giornale. Egli si oppose, e, dopo l'insuccesso della trasferta dell'imperatore (che aveva attraversato una Milano deserta, simbolo della protesta dei cittadini che si erano barricati in casa, tutti concordi nel creare il vuoto attorno a quello che era ormai considerato il tiranno) rifiutò di cambiare atteggiamento. Così la rubrica politica fu soppressa e la rivista subì un duro colpo, avviandosi verso il declino.
Dopo il 1861 l'impegno politico divenne principalmente impegno parlamentare. Alle elezioni politiche del 1861 Tenca fu eletto deputato di Milano. Lo stesso anno il comune di Milano, su suo impulso, istituiva la famosa scuola superiore femminile che diventerà l'Istituto civico Alessandro Manzoni.
Per circa vent'anni militò nella destra moderata e fu rieletto per diverse legislature; nel 1880, ormai malato, preferì dimettersi dalla carica.
Nel corso della sua attività parlamentare fu membro del Consiglio Superiore della Pubblica Istruzione. Si occupò, tra l'altro, della riorganizzazione generale delle scuole di Milano.
Dopo la sua morte, avvenuta nel 1883, fu Tullo Massarani a occuparsi della raccolta e della pubblicazione di molti suoi scritti politici e letterari, secondo la volontà dello stesso Tenca, che lo aveva nominato esecutore testamentario.
È sepolto, come l'amata Clara, al Cimitero Monumentale di Milano.
A Carlo Tenca è intitolato uno storico e prestigioso già Regio Istituto Magistrale. Ne Il cimitero di Praga, uscito il 29 ottobre 2010, Umberto Eco ha reso omaggio a Carlo Tenca, usando un passo de La ca' dei cani come epigrafe generale del suo sesto romanzo.

## Opere
Fu studioso e storico della letteratura italiana, producendosi in numerosi saggi sui classici dal Duecento al Cinquecento; si occupò di molti altri argomenti, spaziando dalla linguistica, all'etnografia, agli studi storici. Appare significativo l'interesse manifestatosi per il Tenca nel XX secolo, ampiamente testimoniato dalle numerose ristampe dei suoi scritti e dalla costante produzione di saggi critici sulla sua opera.
- La cà dei cani. Cronaca milanese del secolo XIV, cavata da un manoscritto di un canattiere di Barnabò Visconti, Milano, con i tipi di Borroni e Scotti, [1840] (edizione originale anonima; ora ripubbl. a cura di Marinella Colummi Camerino, Napoli, Guida, 1985);
- dalla «Rivista Europea»:
  - Epici moderni in Italia, 1845, I sem., fasc. 5 (maggio), pp.609–628 (Ristampato in Carlo Tenca, Saggi critici, Firenze, Sansoni 1969, pp.216–233)
  - Giambattista Niccolini, 1845, marzo-aprile, pp.408–32;
- da «Il Crepuscolo»:
  - Della formazione e del progresso del terzo stato, 5 febbraio 1854;
  - La politica di Tommaso Campanella, (1856);
  - L'agricoltura inglese paragonata alla nostra, 13/20/27 dicembre 1857;
  - La città considerata come principio ideale delle istorie italiane, 17/31 ottobre, 12/16 dicembre 1858;
- Prose e poesie scelte, Edizione postuma per cura di Tullo Massarani, Milano, U. Hoepli, 1888, 2 voll.;
- Saggi critici di una storia della letteratura italiana e altri scritti, a cura di Gianluigi Berardi, Firenze, Sansoni, 1969;
- Scritti linguistici, a cura di Angelo Stella, Napoli, R. Ricciardi, 1974;
- Poesie edite e inedite, Edizione critica a cura di Alfredo Cottignoli, Bologna, Commissione per i testi di lingua, 1979;
- Dell'industria libraria in Italia, a cura di Maria Iolanda Palazzolo, Roma, Archivio Guido Izzi, 1989;
- Delle strenne e degli almanacchi. Saggi sull'editoria popolare (1845-59), a cura di Alfredo Cottignoli, Napoli, Liguori, 1995;
- Scritti d'arte (1838-1859), a cura di Alfredo Cottignoli, Bologna, Clueb, 1998;
- Racconti ed abbozzi editi e inediti, edizione critica a cura di Alfredo Cottignoli, Bologna, Commissione per i testi di lingua, 2003;

## Epistolari e carteggi
- Carlo Tenca, Lettere due ad Antonio Ciscato riguardanti la storia del periodico Il crepuscolo, Vicenza, Tip. Commerciale, 1895;
- Attilio Rillosi, Tra le memorie, dalle lettere inedite di Carlo Tenca a Gabriele Rosa, in Il secolo XX, anno XIX (1920), n. 10, pp.689–694;
- Rinaldo Caddeo, Carlo Tenca, in Epistolario di Carlo Cattaneo, Gaspero Barbèra Editore, Firenze 1949, pp. 128, 174, 179–181, 186, 324, 430, 433, 434, 437,438, 439, 440, 466, 510.
- Carteggio inedito Tenca - Camerini. La vita letteraria in Piemonte e in Lombardia nel decennio 1850-1859, a cura di I. De Luca, Milano-Napoli, 1973;
- Carteggio Tenca - Maffei, tre volumi, 1 (1861-1871); 2 (1872-1875), 3 (1876-1882), a cura di Lina Jannuzzi, Milano, Ceschina, 1973;
- M. E. Loricchio, I rapporti tra l'Ascoli e il Tenca e la collaborazione al «Crepuscolo», in «Studi goriziani», 1986, vol. LXIV, p.97;
- Epistolario Caterina Percoto - Carlo Tenca, a cura di Ludovica Cantarutti, Udine, Del Bianco, 1990;
- Alessandra Porati, Giuseppe Zanardelli e Carlo Tenca nel carteggio degli anni 1850-1859, in «Storia in Lombardia» , 1998, n. 1, p.237-300;
- Mario Allegri, Il carteggio tra Carlo Tenca e Tommaso Gar nell'occasione del «Crepuscolo», in Studi di storia per Luigi Ambrosoli, Verona, 1997, p.221-251;
- Alessandra Porati, La collaborazione di Gabriele Rosa al «Crepuscolo» di Carlo Tenca[collegamento interrotto] (edizione online, che contiene anche parte del carteggio intercorso tra i due);
- Ottocento inedito, Savino Savini e la Rivista europea (con lettere del Tenca e del Correnti), [S.l., s. n., 1989, Strenna storica bolognese];
- Daniela Pizzagalli, L'amica. Clara Maffei e il suo salotto nel Risorgimento, Milano, Rizzoli, 2004

## Manoscritti di Carlo Tenca
- Le carte di Carlo Tenca sono conservate presso le Civiche raccolte storiche[collegamento interrotto] del Comune di Milano (Museo del Risorgimento di Milano), ivi depositate per iniziativa di Tullo Massarani che di Tenca fu il primo biografo.
- La raccolta comprende l'intero archivio, amministrativo e redazionale, della rivista «Il Crepuscolo» (1850-1859), con le lettere dei redattori stabili e dei collaboratori occasionali.
- Comprende inoltre la corrispondenza tra Carlo Tenca e Clara Maffei (474 pezzi).
- La restante documentazione è costituita da studi e appunti di vario argomento
- Il fondo è consultabile anche grazie a uno specifico inventario analitico.